# Fish Head Point
Der Fish Head Point (von englisch fish head ‚Fischkopf‘) ist eine 2 km lange und felsige Landspitze an der Nordenskjöld-Küste des Grahamlands im Norden der Antarktischen Halbinsel. Sie ragt südlich vom Sentinel-Nunatak und des Drygalski-Gletschers in eine bislang namenlose Bucht hinein, die durch das Abbrechen des Schelfeises Larsen A entstand. Auf ihr liegt der Fish Eye Lake.
Das UK Antarctic Place-Names Committee benannte die Landspitze 2023 deskriptiv, da sie in der Aufsicht einem Fischkopf ähnelt.